# آرامگاه احمد بن اسحاق
آرامگاه احمد ابن اسحاق مقبره‌ای در شهر سرپل ذهاب در استان کرمانشاه است که احمد ابن اسحاق از راویان حدیث‌های شیعیان در آنجا دفن شده‌است. این آرامگاه مربوط به شیعیان و متعلق به یکی از اصحاب نزدیک امام حسن عسکری است. آرامگاه احمد ابن اسحاق تقریبا در مرکز شهر سرپل ذهاب قرار دارد.

## مشخصات
زیربنای این ساختمان از فولاد و آجر است. ساختمان اصلی دارای چهار رواق بزرگ،چهار رواق کوچک، یک رواق در اطراف محوطه بیرونی ساختمان و خود حرم است. ورودی حرم از یک ورودی بزرگ به عرض ۱۲ متر و ارتفاع ۱۶ متر تشکیل شده است. دارای یک گنبد آبی به ارتفاع ۲۷ متر و قطر ۱۵ متر که در دو طرف آن دو گلدسته به ارتفاع ۲۷ متر است. مقبره علاوه بر ورودی بزرگ که ورودی حرم اصلی را تشکیل می‌دهد، دارای سه درب جانبی نیز می‌باشد.
ساختمانی که بر روی قبر ساخته شده با طلا و کروم تزئین شده و ابعاد آن ۱٫۸۰ * ۲٫۲۰ متر و دارای ارتفاع ۲٫۵ متر است. نمای ساختمان از بیرون از آجر ۵ سانتی متری اصفهانی ساخته شده است. از نمای متفاوتی برای معماری داخلی استفاده شده است. کف و ۱/۵ متر از دیواره‌ها با سنگ مرمر سبز و بقیه تا سقف با آجر ۳ سانتی متری اصفهان با ملاط کاشی فیروزه تزئین شده است. سقف‌ها و ایوان‌ها نیز از آجرها و کاشی‌های سنتی به صورت گره‌ای ساخته شده‌اند.

## بازسازی
ساختمان قدیمی این مقبره در طول جنگ ایران و عراق (۱۳۵۹ - ۱۳۶۷) تخریب شد. در سال ۱۳۶۸، بازسازی ساختمان این آرامگاه آغاز شد. در سال ۱۳۸۹، یک طرح جامع برای بازسازی این مقبره کلنگ خورد.
این ساختمان در زمین‌لرزه ۱۳۹۶ ازگله دوباره آسیب دید. بازسازی آرامگاه احمد بن اسحاق دوباره در مهر ماه ۱۳۹۷ توسط بنیاد مسکن انقلاب اسلامی، سازمان اوقاف و امور خیریه و بنیاد مستضعفان آغاز شد. در نهایت کار نوسازی با سازه فلزی در زمینی به مساحت ۲۵۰۰ متر مربع و زیربنای ۳۵۰۰ متر مربع در ۲ طبقه در اواخر سال ۱۳۹۹ به انجام رسید.

## صحن
صحن یا محوطه بیرونی این مقبره، با اقتباس از معماری اسلامی و سنتی طراحی و در قسمت شرقی مقبره واقع شده‌است. صحن با درختان اکالیپتوس تزیین شده که به عنوان مصلی در اعیاد مذهبی مورد استفاده قرار می‌گیرد.

## قبرستان
در قسمت دیگری از صحن و اطراف آن، قبور از دست رفتگان جنگ ایران و عراق و گورستان شهر سرپل ذهاب واقع شده است.